# العلاقات الموريتانية الكورية الشمالية
تُشير العلاقات الموريتانية الكورية الشمالية إلى العلاقة التاريخية والسياسسة التي تجمع دولة موريتانيا بجمهورية كوريا الديمقراطية الشعبية والمعروفة اختصارًا باسم كوريا الشمالية التي لا تتوفر على سفارات رسمية لها في باقي دول العالم.

## التاريخ
على الرغم من أن موريتانيا اتخدت نفس الموقف الفرنسي خلال الحرب الباردة؛ إلا أن البلد قد حافظ على علاقات وثيقة نسبيا مع كوريا الديمقراطية الشعبية في. أُقيمت العلاقات الدبلوماسية بين الطرفين في 11 تشرين الثاني/نوفمبر 1964 مما تسبب في قطع كوريا الجنوبية لعلاقاتها مع موريتانيا. في 4 تشرين الثاني/نوفمبر 1964؛ أصدرت كوريا الشمالية وموريتانيا بيانا مشتركا دعيا فيه إلى انسحاب جميع القوات المسلحة الأجنبية من آسيا وأفريقيا وأمريكا اللاتينية.
زار الرئيس الموريتاني المختار ولد داداه في عام 1967 بيونغ يانغ، ثم أرسلت هذه الأخيرة في عام 1970 وفدًا إلى موريتانيا. في 30 أيار/مايو من عام 1975؛ قام كم إل سونغ بزيارة رسمية إلى موريتانيا، ثم مر إلى الجزائر خلال نفس الفترة وكانت هذه هي المناسبة الوحيدة التي يقوم فيها زعيم كوريا الشمالية بزيارة بلد خارج الكتلة الشرقية وآسيا. تم الاحتفال بهذه الزيارة خلال الاحتفال في معرض الصداقة الدولية.
خلال أواخر 1970 و1980 توترت العلاقات بين كوريا الشمالية وموريتانيا بسبب تلقي هذه الأخيرة لمساعدات عسكرية من كوريا الجنوبية من أجل استعمالها في الحرب ضد جبهة البوليساريو داخل الجمهورية العربية الصحراوية الديمقراطية خلال حرب الصحراء الغربية. في حزيران/يونيو 1977؛ تم قطع العلاقات الدبلوماسية بين البلدين وظلت على الحال ذاته لبعض الوقت قبل أن تعود لسابق عهدها.
في سبتمبر 2018 زار الرئيس الموريتاني محمد ولد عبد العزيز كوريا الشمالية، للمشاركة في العرض العسكري الخاص بتأسيس جمهورية كوريا الشعبية الديموقراطية.